# Cymodoceaceae
Cymodoceaceae Vines  è una famiglia di piante acquatiche dell'ordine Alismatales.

## Tassonomia
Comprende i seguenti generi:
- Amphibolis C.Agardh
- Cymodocea K.D.Koenig
- Halodule Endl.
- Oceana Byng & Christenh.
- Syringodium Kütz.
- Thalassodendron Hartog